# Народный комиссариат продовольствия РСФСР
Народный комиссариат продовольствия РСФСР — центральный государственный орган РСФСР. Образован в 1917 Декретом об учреждении Совета Народных Комиссаров от 27 октября 1917 года. Ликвидирован в 1924 году.

## Народные Комиссары продовольствия РСФСР
- 1917—1917 — Теодорович, Иван Адольфович (1875—1937)
- 1917—1918 — Шлихтер, Александр Григорьевич (1868—1940)
- 1918—1921 — Цюрупа, Александр Дмитриевич (1870—1928)
- 1921—1923 — Брюханов, Николай Павлович (1878—1938)
- 1923—1924 — Калманович, Моисей Иосифович (1888—1937)